# Vollenhovia dentata
Vollenhovia dentata är en myrart som först beskrevs av Mann 1919.  Vollenhovia dentata ingår i släktet Vollenhovia och familjen myror.

## Underarter
Arten delas in i följande underarter:
- V. d. dentata
- V. d. marginata